# Roman Lopatynskyi
Roman Lopatynskyi é um pianista ucraniano.
Lopatynskyi nasceu em 1993 em Kiev (ou Kyiv), capital da Ucrânia. Aos cinco anos, ele ingressou na Escola de Música Mykola Lysenko e studou com Irina Baylinova. 
Em 2015, conquistou o 2º lugar no 9º Concurso Internacional de Piano Hamamatsu  .
Em fevereiro de 2017, ele veio ao Japão e realizou um recital no Munetsugu Hall em Nagoya com uma programação que incluía Bach e Stravinsky. 
Lopatynskyi ganhou o primeiro lugar no Concurso Internacional George Enescu de Bucareste, Romênia em 2024. (link em inglês)  